# Phylica villosa
Phylica villosa är en brakvedsväxtart som beskrevs av Carl Peter Thunberg. Phylica villosa ingår i släktet Phylica och familjen brakvedsväxter. Utöver nominatformen finns också underarten P. v. pedicellata.